# Neko Case
Neko Case (* 8. září 1970, Alexandria, Virginie, USA) je americká zpěvačka. Svou kariéru zahájila počátkem devadesátých let coby členka kapely Cub a později hrála se skupinou Maow. V letech 1998 až 2002 vystupovala se skupinou The Corn Sisters. Od roku 1999 je členkou skupiny The New Pornographers a rovněž vydává sólová alba.

## Diskografie
- The Virginian (1997)
- Furnace Room Lullaby (2000)
- Canadian Amp (2001)
- Blacklisted (2002)
- The Tigers Have Spoken (2004)
- Fox Confessor Brings the Flood (2006)
- Live from Austin, TX (2007)
- Middle Cyclone (2009)
- The Worse Things Get, the Harder I Fight, the Harder I Fight, the More I Love You (2013)
- Hell-On (2018)